# Glândula sericígena

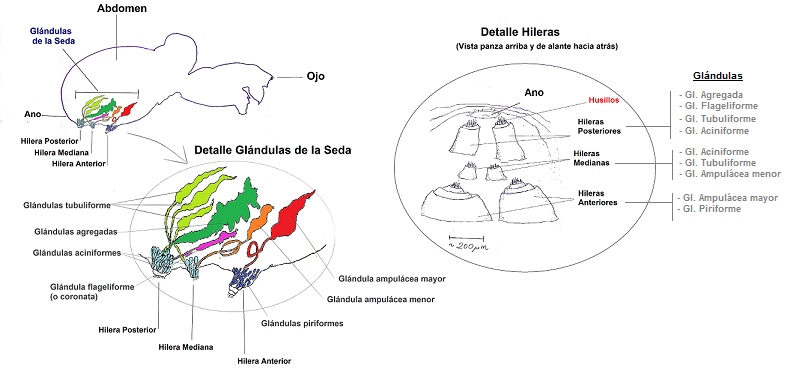
Glândulas sericígenas de uma aranha, o grupo taxonómico onde estas glândulas atingem maior diversidade e desenvolvimento.

Glândula sericígena é um tipo especializado de glândula destinado a produzir os elementos constituintes dos biopolímeros que dão origem à seda. Ocorre nas aranhas, nas quais produz os compostos que produzem a seda de aranha, em larvas de insectos, nomeadamente nas lagartas de diversos lepidópteros (entre as quais o bicho-da-seda) produtores de casulos e ainda em adultos de algumas espécies de insectos, nomeadamente os da ordem Embioptera.

## Descrição
As glândulas sericígenas são glândulas pluricelulares do tipo merócrino, secretando as proteínas e outros compostos que são utilizados na produção da seda, incluindo as substâncias adjuvantes que lhe dão viscosidade, pigmentação e modificam as suas propriedades mecânicas.
Este tipo de glândula assume a sua maior diversidade e especialização nas aranhas, que apresentam diversos tipos de glândulas especializadas, cada qual capaz de produzir autonomamente um tipo de seda ou de substância adjuvante, situando-se no opistossoma e terminando em aberturas especializadas denominadas fieiras. Nos insectos, as glândulas são em geral de um único tipo, situadas nos apêndices torácicos, terminando em fieiras simples.